# Jessica Bechtel
Jessica Bechtel (* 3. Oktober 1984 in Frankenthal (Pfalz)) ist eine deutsche Ringerin.

## Werdegang
Jessica Bechtel, aus einer Familie stammend, in der schon seit Generationen gerungen wird, ein Onkel von ihr ist Rosario Schmitt, ein ehemaliger mehrfacher deutscher Meister im griechisch-römischen Stil, begann im Alter von acht Jahren mit diesem Sport. Sie trat dazu dem ASV Ludwigshafen bei. Sie wuchs dabei im Laufe der Jahre bei einer Größe von 1,58 Meter in die Gewichtsklasse bis 55 kg Körpergewicht (KG) hinein. Trainiert wurde sie seit dem Jahr 2000 von Waldemar Galwas, in der Nationalmannschaft kam Jürgen Scheibe als Trainer hinzu. Um ihren Sport erfolgreich ausüben zu können, trat sie in die Bundeswehr ein und wurde Mitglied einer Sportförderkompanie. Während ihrer Laufbahn startete sie für ASV Ludwigshafen, AC Laubenheim, VfK 07 Schifferstadt u. KSG Ludwigshafen.
1997 belegte sie bei der internationalen deutschen Meisterschaft bei den Juniorinnen in der Gewichtsklasse bis 40 kg KG den 3. Platz und bei der deutschen Jugendmeisterschaft in der gleichen Gewichtsklasse hinter Nicole Hauptmann aus Böhlen den 2. Damit hatte sie nachhaltig auf sich aufmerksam gemacht. 1998 belegte sie bei der deutschen Jugendmeisterschaft (bis 58 kg KG) den 3. Platz hinter Sarah Ehinger aus Baienfurt und Jasmin Pal aus Münster und 1999 wurde sie erstmals deutsche Jugendmeisterin (bis 49 kg KG). 2000 kam sie bei der deutschen Jugendmeisterschaft in der Gewichtsklasse bis 52 kg KG auf den 2. Platz und 2001 holte sie sich in der gleichen Gewichtsklasse zum zweiten Mal den deutschen Meistertitel bei der Jugend.
Bei den Erwachsenen (Aktive) gewann Jessica Bechtel im Jahre 2002 ihren ersten deutschen Meistertitel in der Gewichtsklasse bis 51 kg KG. Danach holte sie sich in den Jahren 2005, 2006, 2007 und 2008 den deutschen Meistertitel in der Gewichtsklasse bis 55 kg KG. 2003, 2004 u. 2010 wurde sie deutsche Vize-Meisterin und 2011 erreichte sie den 3. Platz.
Im internationalen Bereich begannen ihre die Erfolge im Jahre 2000 mit einem 4. Platz bei der Junioren-Europameisterschaft (Cadets) in Bratislava in der Gewichtsklasse bis 49 kg KG. Ein Jahr später, 2001, wurde sie dann in Izmir Europameisterin (Cadets) in der Gewichtsklasse bis 52 kg KG. Sie besiegte dabei mit Kaschtschewa aus Belarus, Marta Paciorek aus Polen, Elena Tschalygina aus Russland und Julia Golowina aus der Ukraine vier starke Ringerinnen aus den ehemaligen Ostblock-Staaten. 2001 wurde sie auch schon bei der Weltmeisterschaft der Aktiven in Sofia eingesetzt und kam in der Gewichtsklasse bis 51 kg KG nach einem Sieg über Alfia Zainulina aus Kirgisistan und einer Niederlage gegen Natalja Karamtschakowa aus Russland auf den 11. Platz.
2002 erreichte Jessica Bechtel bei der Europameisterschaft in Seinäjoki/Finnland in der Gewichtsklasse bis 51 kg KG einen guten 5. Platz und 2003 wurde sie bei der Junioren-Weltmeisterschaft (Juniors) in Istanbul in der Gewichtsklasse bis 55 kg KG nach Siegen über Lilija Polowko, Ukraine, Magdeleine van As, Südafrika, Kitto Godo, Ungarn und Chikako Matsukawa, Japan und einer Niederlage im Finale gegen Yan Zhihui aus China Vize-Weltmeisterin. Bei der Europameisterschaft 2004 in Haparanda erreichte sie in der Gewichtsklasse bis 51 kg KG den 6. Platz und einige Monate später wurde sie in Sofia in der Gewichtsklasse bis 55 kg KG Junioren-Europameisterin (Juniors) vor Maria Iwanowa aus Belarus und Lilija Polowko.
Bei der Europameisterschaft 2005 in Warna schied sie nach einer Niederlage gegen Gudrun Annette Hoie aus Norwegen früh aus und kam nur auf den 11. Platz. Wesentlich besser kämpfte sie bei der Weltmeisterschaft dieses Jahres in Budapest, denn sie kam dort zu Siegen über Sabrina Esposito aus Italien und Sylwia Bileńska aus Polen, verlor aber dann gegen Tonya Verbeek aus Kanada und erreichte damit den 8. Platz. Gegen Gudrun Annette Hoie gelang ihr beim Großen Preis von Deutschland in Dormagen die Revanche, denn sie besiegte sie dort im Endkampf sicher nach Punkten.
Ein gutes Jahr für Jessica Bechtel war das Jahr 2006. Zwar verpasste sie sowohl bei der Europameisterschaft in Moskau, als auch bei der Weltmeisterschaft in Guangzhou mit 5. Plätzen jeweils knapp die Medaillenränge, sie hatte sich dort aber durch beherzte Kämpfe viel Respekt verschafft. Ärgerlich für sie war, dass sie im Kampf um die WM-Bronzemedaille gegen Minerva Montero Perez aus Spanien unterlag, die sie bei der Europameisterschaft in Moskau noch besiegt hatte.
Danach gelangen ihr auf internationaler Ebene keine Erfolge mehr. Bei der Weltmeisterschaft 2007 in Baku kam sie nach Niederlagen gegen Saori Yoshida aus Japan und Joice Souza da Silva aus Brasilien nur auf den 23. Platz und 2008 verpasste sie die Qualifikation für die Olympischen Spiele in Peking.

## Internationale Erfolge
| Jahr | Platz | Wettbewerb                                         | Gewichtsklasse | Ergebnis |
| 1997 | 3.    | Intern. deutsche Jugend-Meisterschaft in Gütersloh | bis 40 kg KG   | hinter Stefanie Kullmann u. Nicole Hauptmann, bde. Deutschland |
| 2000 | 4.    | Junioren-EM (Cadets) in Bratislava                 | bis 49 kg KG   | nach Siegen über Tokar, Schweiz, Friedrichova, Tschechien u. Marta Paciorek, Polen u. Niederlagen gegen Brandusch, Ukraine, Sagainowa, Russland u. Knudsen, Norwegen    |
| 2001 | 1.    | Junioren-EM (Cadets) in Izmir                      | bis 52 kg KG   | nach Siegen über Kaschtschewena, Belarus, Marta Paciorek, Polen, Elena Tschalygina, Russland u. Julia Golowina, Ukraine                                                 |
| 2001 | 11.   | WM in Sofia                                        | bis 51 kg KG   | nach einem Sieg über Alfia Sainulina, Kirgisistan u. einer Niederlage gegen Natalja Karamtschakowa, Russland                                                            |
| 2002 | 3.    | Klippan-Lady-Open                                  | bis 51 kg KG   | hinter Ida Hellström, Schweden u. Stephanie Murata, USA |
| 2002 | 5.    | EM in Seinäjoki/Finnland                           | bis 51 kg KG   | nach einem Sieg über Edith Dosza, Ungarn u. einer Niederlage gegen Olga Smirnowa, Russland                                                                              |
| 2002 | 1.    | Großer Preis von Deutschland in Dormagen           | bis 51 kg KG   | vor Brigitte Wagner u. Alexandra Engelhardt, bde. Deutschland |
| 2002 | 11.   | WM in Chalkida/Griechenland                        | bis 51 kg KG   | nach Niederlagen gegen Natalja Golz, Russland u. Wen Juling, China |
| 2003 | 10.   | Großer Preis von Deutschland in Dormagen           | bis 55 kg KG   | Siegerin: Tonya Verbeek vor Erica Sharp, bde. Kanada |
| 2003 | 10.   | Austrian-Lady-Open in Götzis                       | bis 55 kg KG   | Siegerin Jennifer Ryz vor Tonya Verbeek, bde. Kanada |
| 2003 | 2.    | Junioren-WM (Juniors) in Istanbul                  | bis 55 kg KG   | nach Siegen über Lilija Polowko, Ukraine, Magdeleine van As, Südafrika, Kitti Godo, Ungarn u. Chikako Matsukawa, Japan u. einer Niederlage gegen Yan Zhihui, China      |
| 2003 | 8.    | Welt-Cup in Tokio                                  | bis 51 kg KG   | Siegerin: Lindsay Belisle, Kanada vor Jennifer Wong, USA |
| 2004 | 6.    | EM in Haparanda                                    | bis 51 kg KG   | nach einer Niederlage gegen Ida Hellström, einem Sieg über Elena Tolstenko, Russland u. Niederlagen gegen Juliette Willocq, Frankreich u. Silvia Matuwchiewa, Bulgarien |
| 2004 | 2.    | Austrian-Lady-Open in Götzis                       | bis 55 kg KG   | hinter Tonya Verbeek, vbor Ida-Theres Nerell (Karlsson), Schweden u. Sabrina Lotz, Deutschland                                                                          |
| 2004 | 1.    | Junioren-EM in Sofia                               | bis 55 kg KG   | vor Maria Iwanowa, Belarus u. Lilija Polowko |
| 2005 | 3.    | Klippan-Lady-Open                                  | bis 55 kg KG   | hinter Tina George, USA u. Mizuho Shibata, Japan |
| 2005 | 11.   | EM in Warna                                        | bis 55 kg KG   | nach einer Niederlage gegen Gudrun Annette Hoie, Norwegen |
| 2005 | 1.    | Großer Preis von Deutschland in Dormagen           | bis 55 kg KG   | vor Gudrun Annette hoie u. Laura Demoury, Frankreich |
| 2005 | 5.    | Austrian-Lady-Open in Götzis                       | bis 59 kg KG   | Siegerin: Gudrun Annette Hoie vor Emily Richardson, Kanada |
| 2005 | 4.    | Canada-Cup in Guelph                               | bis 55 kg KG   | hinter Tonya Verbeek, Kanada, Caitlyn Chase, USA u. Gudrun Annette Hoie, Norwegen                                                                                       |
| 2005 | 8.    | WM in Budapest                                     | bis 55 kg KG   | nach Siegen über Sabrina Esposito, Italien u. Sylwia Bileńska, Polen u. einer Niederlage geen Tonya Verbeek                                                             |
| 2006 | 5.    | EM in Moskau                                       | bis 55 kg KG   | nach Siegen über Minerva Montero Perez, Spanien u. Marianna Baudik, Ukraine u. Niederlagen gegen Ludmila Cristea, Rumänien u. Johanna Mattsson, Schweden                |
| 2006 | 3.    | Canada-Cup in Guelph                               | bis 55 kg KG   | hinter Tonya Verbeek, Kanada u. Johanna Mattsson, Schweden |
| 2006 | 5.    | WM in Guangzhou                                    | bis 55 kg KG   | nach Siegen über Sofia Poumpouridou, Griechenland, Georgina Narcisa Paic, Rumänien u. Geeta, Indien u. Niederlagen gegen Maria Iwanowa u. Minerva Montero Perez         |
| 2007 | 6.    | Welt-Cup in Krasnojarsk                            | bis 55 kg KG   | Siegerin: Li Xu, China vor Maria Iwanowa |
| 2007 | 10.   | Großer Preis von Deutschland in Dormagen           | bis 55 kg KG   | Siegern: Johanna Mattsson vor Natalja Smirnowa, Russland |
| 2007 | 3.    | Canada-Cup in Guelph                               | bis 55 kg KG   | hinter Tonya Verbeek u. Charea Pascua, USA |
| 2007 | 23.   | WM in Baku                                         | bis 55 kg KG   | nach Niederlagen gegen Saori Yoshida, Japan u. Joice Souza da Silva, Brasilien                                                                                          |
| 2008 | 4.    | Dave-Schultz-Memorial in Colorado Springs          | bis 55 kg KG   | hinter Sally Roberts, USA, Sylwie Bilenska u. Agata Pietrzyk, bde. Polen                                                                                                |
| 2008 | 3.    | Austrian-Lady-Open in Götzis                       | bis 55 kg KG   | hinter Anna Gomis, Frankreich u. Anna Swirydowska, Polen |
| 2008 | 10.   | Olympia-Qualifik.-Turnier in Edmonton              | bis 55 kg KG   | Siegerin: Marcia Andrade Mendoza, Venezuela vor Marcie van Dusen, USA                                                                                                   |

## Deutsche Meisterschaften
(nur Seniorenbereich)
| Jahr | Platz | Gewichtsklasse | Ergebnis                                                                            |
| 2002 | 1.    | bis 51 kg KG   | vor Alexandra Demmel, SC Isaria Unterföhring u. Nicole Hauptmann, RSC Böhlen        |
| 2003 | 2.    | bis 55 kg KG   | hinter Christina Oertli, SV Siegfried Hallbergmoos, vor Sabrina Lotz, SCJ Wasserlos |
| 2004 | 2.    | bis 55 kg KG   | hinter Sabrina Lotz, vor Nicole Hauptmann                                           |
| 2005 | 1.    | bis 55 kg KG   | vor Pia Rosenkranz, SC Isaria Unterföhring u. Jasmin Jack, KSV Aldingen             |
| 2006 | 1.    | bis 55 kg KG   | vor Nicole Hauptmann u. Ramona Scherer, KSV Waldaschaff                             |
| 2007 | 1.    | bis 55 kg KG   | vor Nicole Hauptmann u. Christiane Knittel, ASV Germania 1885 Freiburg              |
| 2008 | 1.    | bis 55 kg KG   | vor Katharina Peter, RWG Mömbris-Königshofen u. Christiane Knittel                  |
| 2010 | 2.    | bis 55 kg KG   | hinter Katharina Peter, vor Natascha Ballas, AC Ückerath                            |
| 2011 | 3.    | bis 55 kg KG   | hinter Christiane Knittel u. Nicole Hauptmann                                       |

## Erläuterungen
- alle Wettbewerbe im freien Stil
- WM = Weltmeisterschaft, EM = Europameisterschaft
- KG = Körpergewicht